# Institutsgebäude Biegenstraße 9

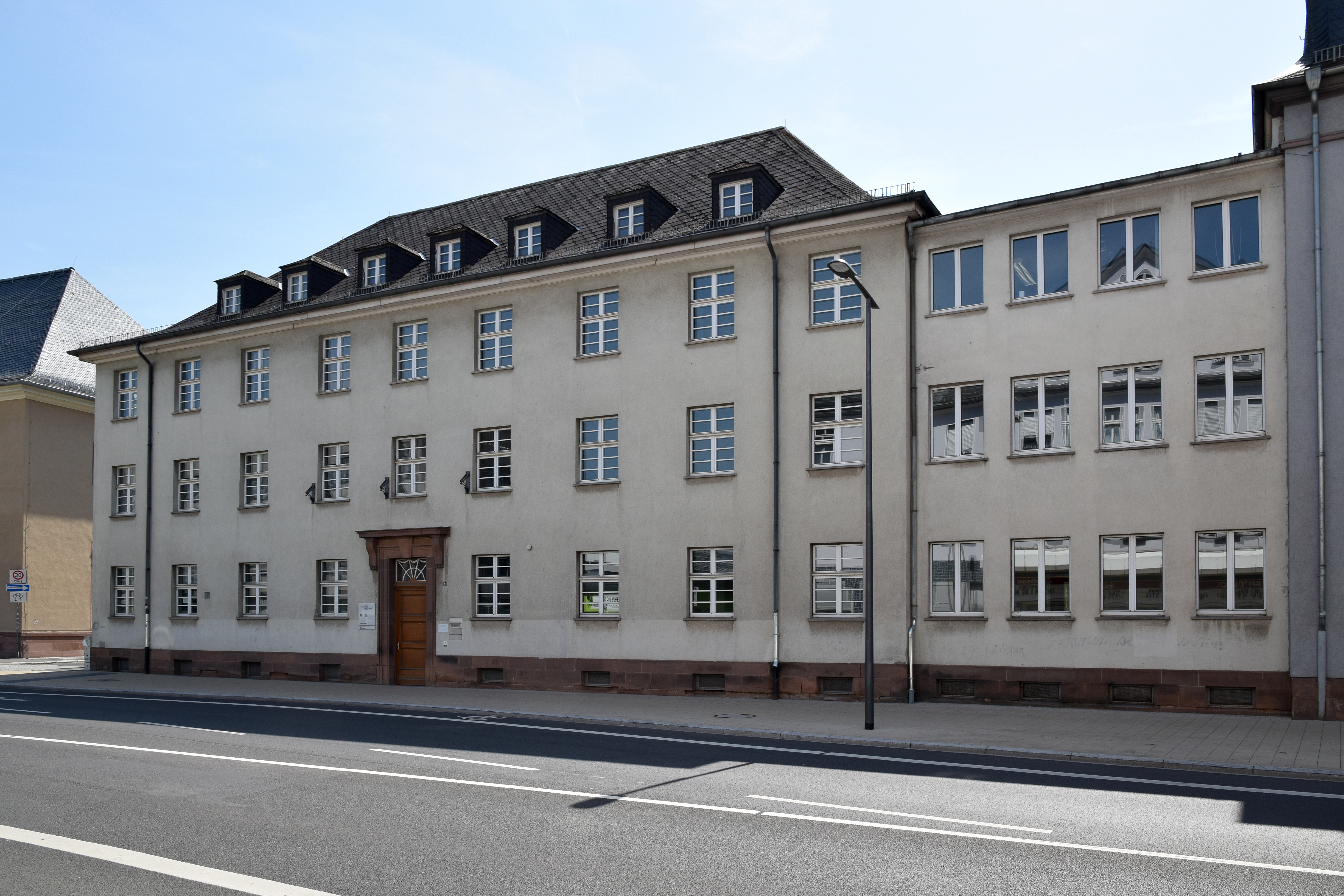
Das Gebäude Biegenstraße 9

Das Institutsgebäude Biegenstraße 9 in Marburg war ursprünglich als Finanzamt erbaut und ist heute ein Gebäude der Philipps-Universität Marburg.

## Geschichte
Das Gebäude wurde 1923/24 durch das Reichsneubauamt Kassel als Finanzamt errichtet. Es erstreckt sich entlang der Biegen- und Wolffstraße und bildet einen L-förmigen Grundriss. Der Bau wurde nach den Plänen des Regierungsbaurates Simon umgesetzt, wobei das Marburger Baugeschäft Reising & Ziggel die Ausführung übernahm. Während der Entwurf eine großzügige Formensprache verfolgte, wurden Details wie sandsteinerne Strukturglieder und horizontale sowie vertikale Untergliederungen weggelassen. Lediglich das Sandsteinportal wurde realisiert.
Ursprünglich waren im Kellergeschoss Wohnungen geplant, die aufgrund zu hoher Feuchtigkeit jedoch 1925 für unbewohnbar erklärt wurden.

## Nutzung
Nach dem Zweiten Weltkrieg und einer Erweiterung im Jahr 1955 durch die Philipps-Universität Marburg wurde das Gebäude für akademische und administrative Zwecke genutzt. Heute sind unter anderem Teile der Archäologie, der Universitätsverwaltung und der Marburger Universitätsbund in dem Gebäude untergebracht.

## Architektur
Das Gebäude folgt der Architektur der 1920er Jahre und repräsentiert die wirtschaftlich schwierigen Zeiten der Nachkriegsjahre in Marburg, was unter anderem an der nur vereinfacht umgesetzten Ausführung zu erkennen ist. Es besteht aus einem Sandsteinkellersockel, drei Stockwerken und einem ausgebauten Walmdach. Die Fassadenstruktur wird durch rechteckige Fenster mit Sprossen und Fensterkreuzen bestimmt, die ein typisches Teilungsbild der 1920er Jahre widerspiegeln. Es fällt durch seine klare Fassadengliederung und das markante Sandsteinportal auf, das von einer profilierten Laibung mit Schlussstein, Konsolen und Gesims umrahmt wird. Die Innenräume enthalten noch originale Details wie ein geometrisch gestaltetes Treppengeländer sowie einen ellipsenförmigen Durchbruch im Treppenhaus.

## Denkmalschutz
Das Gebäude steht aufgrund seiner städtebaulichen und geschichtlichen Bedeutung unter Denkmalschutz.